# Aqua Timez
Aqua Timez era uma banda de pop-rock japonesa fundada em 2003, e teve suas atividades encerradas em 2018. Antes do término definitivo, a banda fará uma última tour intitulada "Present is a Present Tour 2018". Ela era formada por Futoshi no vocal; OKP-STAR no baixo e no coro; Daisuke na guitarra e na programação; Mayuko no teclado; e TASSHI na bateria.

## História
A ideia de criar uma banda veio quando Futoshi e OKP-STAR se conheceram na internet e descobriram que estudavam na mesma universidade, isso aconteceu no ano 2000. Três anos depois, com o apoio de Mayuko, Daisuke e Abiko.
Futoshi e OKP-STAR criaram o Aqua Times, uma banda formada apenas por dois membros oficiais, e três apoios. Logo depois Mayuko e Daisuke se juntaram como membros plenos do Aqua Times, e assim eles iniciaram atuações ao vivo na cidade de Tóquio.
Em 2004 a banda concluiu seu primeiro álbum de auto-produção Kanashimi No Hate ni tomoru hikari e saiu para as ruas reproduzindo seu trabalho em shows ao vivo, lentamente e repentinamente o trabalho da banda começou a ser conhecido nas ruas de Tóquio. No mesmo ano em que o Aqua Times concluiu seu primeiro álbum de auto-produção, a banda também finalizou seu primeiro single Itsumo Issho que mais tarde viria ser um de seus sucessos. Ainda em 2004 a banda Aqua Times venceu um concurso amador em Tóquio, isso foi o que deu o ponta-pé inicial para o inicio da jornada da banda Aqua Times.
Um ano depois, mais precisamente no dia 24 de agosto de 2005 foi lançado o primeiro mini-álbum do Aqua Timez, que agora terminava com um Z ao invés de um S, isso por que a banda trocou seu nome em 2005 de Aqua Times para Aqua Timez, nome utilizado pela banda até os dias de hoje.
O lançamento do álbum Sora Ippai ni Kanaderu Inori foi muito bem aceito pela critica (mantendo-se no top da oricon durante 73 semanas), principalmente a faixa 03 “Toushindai no Love Song”, considerada o primeiro grande sucesso do Aqua Timez.
Oito meses depois, foi lançado o segundo mini-álbum da banda produzido pela sweet honey records e titulado de Nanairo no rakugaki composto por oito musicas, entre elas Hitotsu Dake, que lhes rendeu o terceiro PV da banda. Esse mini-álbum teve a participação de TASSHI na bateria, que um mês depois de seu lançamento se juntou a banda (substituindo o até então baterista de “apoio” Abiko), formando a escalação de cinco membros atual. Exatamente três meses depois, a banda Aqua Timez lançou seu segundo single Ketsui no Asa ni, considerado um de seus melhores trabalhos até hoje. Ketsui no Asa ni foi a musica tema do filme Brave Story daí vem o grande sucesso do single. Já nesse embalo o Aqua Timez lançou no dia 22 de novembro de 2006 o single Sen no Yoru wo Koete, com a musica de mesmo nome, tema do primeiro filme do anime Bleach. Pelo sucesso do filme e o adicional de uma grande musica tema, Sen no Yoru wo Koete bateu recordes de download na internet japonesa e vendeu mais de 100.000 copias. Poucas semanas depois as expectativas para o lançamento do primeiro álbum da banda eram imensas, e assim no dia 6 de dezembro de 2006 foi lançado o álbum Kaze wo Atsumete que vendeu mais de 500,000 copias. Após esse grande sucesso da banda, o Aqua Timez já era conhecido e respeitado musicalmente em todo o Japão.
Alguns meses depois a banda assinou contrato com o anime Bleach novamente, fechando a 6ª abertura da serie animada com a musica ALONES. O single foi lançado no dia 1 de agosto de 2007 e alcançou o 3º lugar no rank de vendas em apenas uma semana. Também em 2007, o Aqua Timez lançou o single Shiori que se manteve em boa colocação nos top’s japoneses.
Mesmo depois de grandes sucessos, o Aqua Timez continuou a lançar seus trabalhos, além de fazer várias turnês pelo Japão, a banda lançou em um curto espaço de tempo o single titulado de Chiisa na Tenohira e logo depois o seu segundo álbum Dareka no Chijou E que liderou como melhor álbum do primeiro semestre. No ano seguinte a banda Aqua Timez saiu em turnê titulada de Tree Evergreen Tour em diversas apresentações ao vivo por todo país, além de lançar no dia 8 de agosto de 2008 o single Niji tema do drama da NTV “Gokusen”. O single Niji é o record do Aqua Timez, que vendeu cerca de 2,5 milhões de copias, sendo o primeiro single produzido em parceria com a Epic Records Japan, gravadora do Aqua Timez até os dias de hoje.
Em 2009 o Aqua Timez lançou 6 trabalhos: os singles Velonica, STAY GOLD e Plumeria ~Hana Uta~; além do 3º álbum Uta Isarishi Hana, e  o álbum comemorativo The Best of Aqua Timez(considerado pelo rank da oricon como o melhor álbum do ano) contendo dois CDs e um DVD, e finalizando o ano com o primeiro DVD ao vivo da banda. O single Velonica foi lançado no primeiro mês de 2009, novamente como abertura do anime Bleach. Pouco menos de dois meses depois no dia 4 de março o Aqua Timez lançou o single STAY GOLD, com a canção de mesmo nome, tema de um programa na CFTV. Sem perder tempo, sete dias depois do lançamento do single STAY GOLD, o Aqua Timez lançou o tão esperado o álbum Uta Isarishi Hana, que continha ambos os singles em seu enredo. Após esses trabalhos o Aqua Timez iniciou no dia 20 de março a turnê pelo Japão. Três meses depois, ao fim de uma turnê a banda começou a fazer um especial de 5 concertos por todo pais, um mês depois o Aqua Timez lançou seu décimo single Plumeria ~Hana Uta~ tema do filme Gokusen The Movie, baseado no drama da TV Gokusen. Antes do fim do ano o Aqua Timez ainda realizou mais dois trabalhos, comemorando os cinco anos da banda, o Aqua Timez lançou a coletânea The Best of Aqua Timez contendo 25 sucessos da banda e uma musica inédita Saigo Made que lhes rendeu mais um PV de grande sucesso. Logo depois no dia 23 de dezembro o Aqua Timez lançou seu primeiro DVD ao vivo titulado de Aqua Timez still connected tour 2009 fechando assim o ano de 2009.
Já no ano de 2010 o Aqua Timez lançou dois singles e o segundo DVD ao vivo de sua carreia. O 11º single foi lançado no dia 27 de janeiro titulado de Ehagaki no Haru, a musica começou a ser transmitida no Japão já no final de dezembro de 2009, como musica tema de um comercial. Após o lançamento do 11º single, a banda Aqua Timez saiu em turnê pelo Japão em performances únicas, o fechamento da turnê foi comemorado, assim como o fechamento da turnê anterior Still Connected ’09 com um DVD. O segundo DVD ao vivo do Aqua Timez foi titulado com o nome da turnê (assim como o anterior) Aqua Timez Music 4 Music tour 2010 contendo grandes sucessos da banda.
Já em outubro de 2010 mais precisamente no dia 13, foi lançado o 12º single da banda, titulado de GRAVITY Ø, o qual a música protagonista de mesmo nome foi tema da primeira abertura do anime STAR DRIVER. Antes de fechar o ano de 2010, o Aqua Timez lançou a musica Kaze ni Fukarete, que fora escolhida como tema para o torneio Nacional 90th High School Rugby Football anual. A banda já havia sido responsável pela música-tema no ano de 2009 com a música One.
No ano de 2011 o Aqua Timez fez seu primeiro trabalho para o anime Naruto Shippuden, estreando o 16º encerramento do anime, além de ser musica tema de uma OVA lançada semanas antes do encerramento. A musica que rotulou ambos os trabalhos foi Mayonaka no Orchestra, seu single de mesmo nome foi lançado no dia 26 de janeiro. Ainda em 2011 o Aqua Timez lançou o seu 4º álbum titulado de Carpe Diem contendo sucessos de singles lançados anteriormente, além de musicas inéditas até então.
Em 2012 o Aqua Timez fez parceria novamente com o anime Bleach dessa vez com seu novo sucesso MASK. A musica MASK foi trilha sonora do 30º encerramento do anime, sendo o ultimo fechamento da serie. O single foi lançado no dia 22 de fevereiro e conseguiu boa colocação nos ranks japoneses. No mês de agosto de 2012 o Aqua Timez lançou seu 15º single titulado de Tsubomi, onde a musica foi tema do drama da NTV Ghostmama Sousasen. O ultimo trabalho lançado pelo Aqua Timez foi o 5º álbum de estúdio, titulado de because you are you que foi às lojas de todo Japão no dia 5 de setembro.

## Discografia

### Álbuns
| Nome do álbum          | Gravadora           | Data de lançamento      |
| Kaze wo Atsumete       | sweet honey records | 6 de dezembro de 2006   |
| Dareka no Chijōe       | sweet honey records | 21 de novembro de 2007  |
| Utai Sarishi Hana      | Epic Records Japan  | 11 de março de 2009     |
| The Best of Aqua Timez | Epic Records Japan  | 14 de outubro de 2009   |
| Carpe Diem             | Epic Records Japan  | 16 de fevereiro de 2011 |
| Because You are You    | Epic Records Japan  | 5 de setembro de 2012   |

### Mini-álbuns
- [2005] Sora Ippai ni Kanaderu Inori (空いっぱいに奏でる祈り)
- [2006] Nanairo no Rakugaki (七色の落書き)

### Singles

#### Singles
| Número | Nome do Single                                                     | Albúm do Single     | Data de lançamento |
| 1°     | Ketsui no Asa ni (決意の朝に Na manhã da Decisão)                  | Kaze wo Atsumete    | 2006               |
| 2°     | Sen no Yoru wo Koete (千の夜をこえて Atravessando as Mil Noites)   | Kaze wo Atsumete    | 2006               |
| 3°     | Shiori (しおり Marcador)                                           | Dareka no Chijōe    | 2007               |
| 4°     | ALONES (Sós)                                                       | Dareka no Chijōe    | 2007               |
| 5°     | Chiisa na Tenohira (小さな掌 Pequena Palmeira)                     | Dareka no Chijōe    | 2007               |
| 6°     | Niji (虹 Arco íris)                                                | Utai Sarishi Hana   | 2008               |
| 7°     | Natsu no Kakera (夏のかけら Fragmentos do Verão)                   | Utai Sarishi Hana   | 2008               |
| 8°     | Velonica                                                           | Utai Sarishi Hana   | 2009               |
| 9°     | Stay Gold (Continue Dourado)                                       | Utai Sarishi Hana   | 2009               |
| 10°    | Plumeria ~Hana Uta~ (プルメリア ～花唄～)                          | Carpe Diem          | 2019               |
| 11°    | Ehagaki no Haru (絵はがきの春 Cartão da Primavera)                 | Carpe Diem          | 2010               |
| 12°    | GRAVITY Ø (Gravidade Zero)                                         | Carpe Diem          | 2011               |
| 13°    | Mayonaka no Orchestra (真夜中のオーケストラOrquestra da Madrugada) | Carpe Diem          | 2011               |
| 14°    | MASK (Máscara)                                                     | because you are you | 2012               |
| 15°    | Tsubomi (Broto)                                                    | because you are you | 2012               |

### Compilações/Outros
- [2004] Luv Graffiti 3 (#13 Yoru no Hate)
- [2006] Senkou Hanabi (EBIS) (feat. MIE)(線香花火; Toy Fireworks)
- [2006] Daijoubu (だいじょうぶ; Tudo certo') (Offered to SMAP for SMAP 018/Pop Up! SMAP álbum)